# Ketlen Wiggers
Ketlen Wiggers, bekannt als Ketlen und früher als Barbie, (* 7. Januar 1992 in Rio Fortuna, SC) ist eine brasilianische Fußballspielerin, die seit 2015 beim brasilianischen Erstligisten FC Santos unter Vertrag steht.

## Karriere

### Verein
Wiggers begann ihre Karriere im Jahr 2007 beim FC Santos, für den sie bis 2010 aktiv war. Danach wechselte sie für zwei Jahre zu Acadêmica Vitória. In der Saison 2013 spielte Wiggers in fünf Partien für den schwedischen Erstligisten Vittsjö GIK, ehe sie nach Brasilien zurückkehrte. Dort lief sie zwei Jahre lang für den Erstligisten AD Centro Olímpico auf und gewann 2013 die brasilianische Meisterschaft. Zur Saison 2015 der NWSL wechselte sie zu den Boston Breakers, die sie jedoch nach nur einem Einsatz bereits im Mai 2015 wieder verließ und sich in der Folge der wiedergegründeten Frauenfußballabteilung des FC Santos anschloss. 
Am 13. September 2020 erzielte Ketlen in einer Erstligabegegnung gegen den São José EC ihr einhundertstes Tor in einem wettbewerbsübergreifenden Pflichtspiel für Santos. Sie ist die erste weibliche Vereinsaktive, die diese Marke erreichte, womit sie sich neben den Klublegenden Coutinho und Pelé einreihen konnte. Die Begegnung am 9. Spieltag der Saison 2021 gegen den São José EC am 22. Mai 2021 markierte ihren 100. Einsatz in einem brasilianischen Erstligaspiel. Mit einem Treffer in der Viertelfinalpartie gegen Ferroviária (Endstand 2:3) am 15. Mai 2021 erreichte sie als zweite Spielerin nach Gabi Nunes die 50-Toremarke in der brasilianischen Meisterschaft.

### Nationalmannschaft
Wiggers spielte für die brasilianischen U-17- und U-20-Nationalmannschaften und nahm mit diesen an insgesamt vier Nachwuchsweltmeisterschaften und drei Nachwuchssüdamerikameisterschaften teil. 
2011 ist sie in eine Auswahlmannschaft des Staates Pernambuco berufen wurden, dass am 16. Juni jenes Jahres in Recife ein Vorbereitungsspiel gegen die Nationalmannschaft anlässlich der bevorstehenden WM in Deutschland bestritten hat. Im selben Jahr ist sich erstmals selbst den Kader der A-Nationalmannschaft zu den Panamerikanischen Spielen 2011 berufen wurden. Nach ihrem ersten Einsatz am 18. Oktober 2011 beim 2:0-Sieg gegen Argentinien, hat sie dort noch zwei weitere Spiele bestritten. Unter anderem im Finale gegen Kanada, dass im Elfmeterschießen verloren wurde. Seither ist Wiggers nicht mehr für die A-Auswahl berücksichtigt wurden.

## Erfolge
Nationalmannschaft
- Silbermedaille bei den Panamerikanischen Spielen: 2011
- U20-Südamerikameisterin: 2010, 2012
- Zweite der U17-Südamerikameisterschaft: 2008

Verein
- Copa Libertadores: 2009
- Brasilianische Meisterin: 2013, 2017
- Brasilianische Pokalsiegerin: 2008, 2009
- Staatsmeisterin von São Paulo: 2018
- Staatsmeisterin von Pernambuco: 2011, 2012
- Staatspokal von São Paulo: 2020, 2024

Auszeichnungen
- Torschützenkönig in der U-20-Fußball-Südamerikameisterschaft der Frauen: 2012
- Torschützenkönigin der Staatsmeisterschaft von Pernambuco: 2012